# Zingiber albiflorum
Zingiber albiflorum är en enhjärtbladig växtart som beskrevs av Rosemary Margaret Smith. Zingiber albiflorum ingår i släktet Zingiber och familjen Zingiberaceae. Inga underarter finns listade i Catalogue of Life.